# Idol (program telewizyjny)

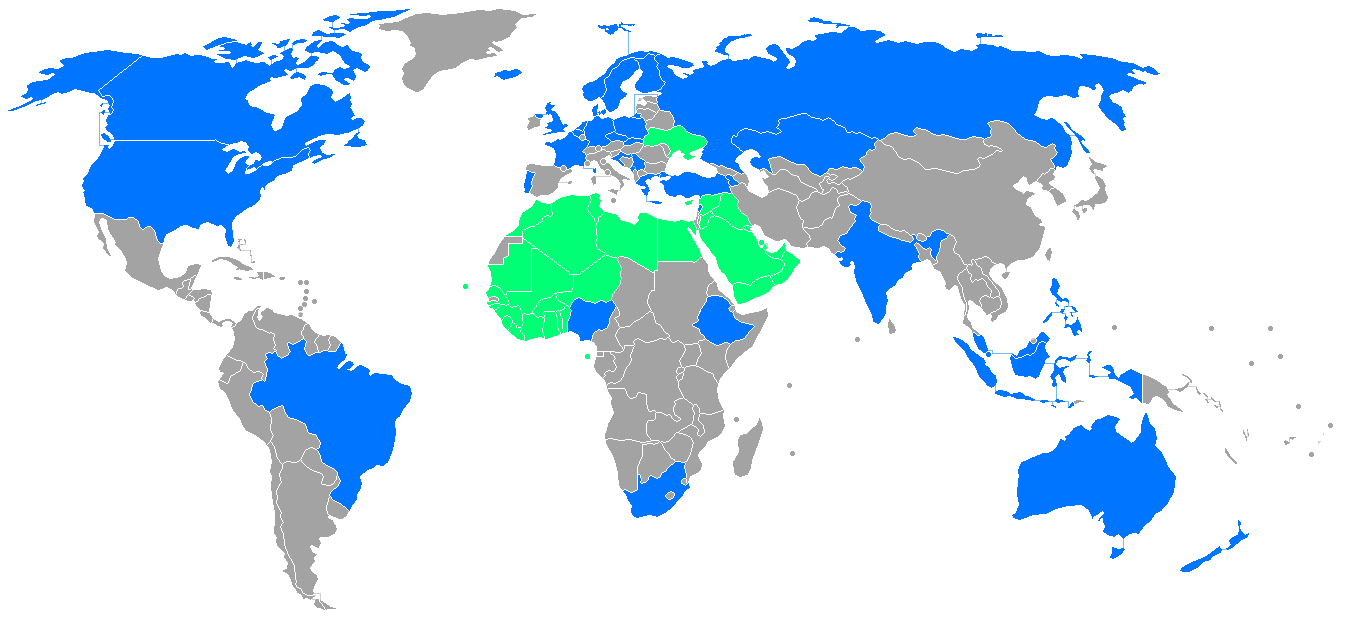
Mapa państw posiadających własną wersję Idola (kolor niebieski – wersje filmowane, kolor zielony – programy niefilmowane)

Idol – polski program typu talent show nadawany w telewizji Polsat, na licencji brytyjskiej sieci ITV, wyemitowany od 5 kwietnia 2002 do 18 czerwca 2005 i od 15 lutego do 17 maja 2017.
Program miał formułę konkursu wokalnego, w którym finaliści, wyłonieni we wstępnych eliminacjach dokonywanych przez komisję jurorską, wykonują utwory wokalne w kolejnych odcinkach, a zwycięzcę wybierają telewidzowie za pomocą wysyłanych SMS-ów. Nagrodą było profesjonalne przygotowanie i wydanie albumu i promocja wykonawcy na rynku muzycznym. W czwartej edycji, oprócz kontraktu płytowego, zwycięzca otrzymał możliwość występu w koncercie „trendy” na festiwalu TOPtrendy 2005. W piątej edycji, oprócz kontraktu płytowego, zwycięzca otrzymał 250 000 zł. Zwycięzcami poszczególnych edycji programu zostali: Alicja Janosz, Krzysztof Zalewski, Monika Brodka, Maciej Silski i Mariusz Dyba.
Program oglądały głównie kobiety w wieku pow. 40 r.ż. zamieszkałe na wsi i mające podstawowe wykształcenie.
Kierownikiem muzycznym programu był Waldemar Parzyński.
9 grudnia 2010 pojawiły się doniesienia, jakoby Polsat miał reaktywować program w wiosennej ramówce 2011, jednak następnego dnia zdecydowano, że od wiosny 2011 pojawi się program Must Be the Music. Tylko muzyka. W październiku 2016 ogłoszono, że powstanie piąta edycja Idola.

## Zasady programu
Uczestnikami programu mogły być osoby w wieku 16–28 lat, niepełnoletni kandydaci musieli stawić się na przesłuchaniach wraz ze swoimi opiekunami prawnymi. Warunkiem udziału w castingach było wysłanie wiadomości SMS o treści „Idol” pod numer 7943. W dwóch pierwszych etapach przesłuchań kandydaci wykonywali przed profesjonalną komisją jurorską fragment piosenki a cappella bądź przy akompaniamencie gitary lub fortepianu. Jurorzy dopuszczali do półfinałów kilkudziesięciu uczestników (w pierwszej edycji było to 48 kandydatów, w drugiej, trzeciej i czwartej – ok. 100 osób). Półfinaliści byli dzieleni na kilka grup, spośród których telewidzowie wyłaniali 10 finalistów (w piątej edycji – ośmioro). Finaliści w kolejnych odcinkach prezentowali swoje interpretacje znanych piosenek, a osoba z najmniejszą liczbą głosów od widzów w danym odcinku odpadała z programu.
Do finału przechodziło trzech wykonawców, a zwycięzcę wyłaniali telewidzowie.

## Ekipa

### Jurorzy
| Jurorzy                 | Edycje | Edycje | Edycje | Edycje | Edycje |
| Jurorzy                 | I      | II     | III    | IV     | V      |
| ----------------------- | ------ | ------ | ------ | ------ | ------ |
| Elżbieta Zapendowska    |        |        |        |        |        |
| Ewa Farna               |        |        |        |        |        |
| Janusz Panasewicz       |        |        |        |        |        |
| Wojciech Łuszczykiewicz |        |        |        |        |        |
| Jacek Cygan             |        |        |        |        |        |
| Robert Leszczyński      |        |        |        |        |        |
| Kuba Wojewódzki         |        |        |        |        |        |
| Maciej Maleńczuk        |        |        |        |        |        |
| Marcin Prokop           |        |        |        |        |        |

### Prowadzący
| Prowadzący        | Edycje | Edycje | Edycje | Edycje | Edycje |
| Prowadzący        | I      | II     | III    | IV     | V      |
| ----------------- | ------ | ------ | ------ | ------ | ------ |
| Maciej Rock       |        |        |        |        |        |
| Kamil Baleja      |        |        |        |        |        |
| Paulina Jaskólska |        |        |        |        |        |

## Finaliści

### Pierwsza edycja
Polsat potwierdził realizację polskiej edycji Idola w styczniu 2002, a w kolejnym miesiącu ruszyły przesłuchania uczestników, które odbyły się w Katowicach, Poznaniu, Gdańsku i Warszawie. Jurorzy podczas ostatniego przesłuchania w warszawskim Teatrze Komedia dopuścili do programu 48 osób.
Pierwsza edycja była emitowana w sobotę o 19.05 i w niedziele o 20.30 na antenie Polsatu od 5 kwietnia do 30 czerwca 2002. W finale wygrała Alicja Janosz, która zdobyła 40% głosów telewidzów. Podczas ostatniego odcinka uczestnicy finaliści premierowo zaśpiewali utwór „Może się wydawać” wraz z pozostałymi 45 uczestnikami dopuszczonymi do występów w odcinkach na żywo, natomiast po finale nakręcono teledysk do piosenki z udziałem 10 finalistów Idola. Po programie wytwórnia BMG Poland wydała album kompilacyjny pt. Idol – Top 10 zawierający ulubione piosenki w wykonaniu finalistów.
Pierwszą edycję oglądało średnio ok. 2 973 943 telewidzów.
| Miejsce | Imię i nazwisko     |
| ------- | ------------------- |
| 1.      | Alicja Janosz       |
| 2.      | Ewelina Flinta      |
| 3.      | Szymon Wydra        |
| 4.      | Małgorzata Stępień  |
| 5.      | Tomasz Makowiecki   |
| 6.      | Paweł Nowak         |
| 7.      | Patrycja Wódz       |
| 8.      | Ania Dąbrowska      |
| 9.      | Michael Zawitkowski |
| 10.     | Jakub Rutnicki      |

### Druga edycja
Plany realizacji drugiej edycji potwierdził Kuba Wojewódzki jeszcze przed rozegraniem finału pierwszego sezonu programu. W sierpniu 2002 rozpoczęły się przesłuchania uczestników, które odbyły się w Gdyni, Krakowie, Wrocławiu, Poznaniu i Warszawie. Na etapie castingów do programu zgłosiło się ponad 10 tys. kandydatów.
Drugą edycję emitowano w czwartki o godz. 21.00 i niedziele o godz. 20.00 w Polsacie od 6 października 2002 do 16 lutego 2003. Kolejne odcinki emitowane na żywo poświęcone były konkretnym gatunkom muzycznym.
Producenci trzy razy w tygodniu emitowali także program Idol Extra, w którym prezentowano kulisy realizowania produkcji. Ponadto po zakończeniu emisji Idola telewizja Polska przygotowała jedenastoodcinkowy program Idol po finale, który emitowany był dwa razy w tygodniu i w którym prezentowane były rozmowy z uczestnikami obu edycji.
Drugą edycję programu oglądało średnio ok. 2 886 248 telewidzów.
| Miejsce | Imię i nazwisko    |
| ------- | ------------------ |
| 1.      | Krzysztof Zalewski |
| 2.      | Mariusz Totoszko   |
| 3.      | Bartłomiej Hom     |
| 4.      | Marta Smuk         |
| 5.      | Małgorzata Kunc    |
| 6.      | Hanna Stach        |
| 7.      | Agnieszka Szewczyk |
| 8.      | Damian Aleksander  |
| 9.      | Bartosz Król       |
| 10.     | Magdalena Rejtczak |

### Trzecia edycja
Trzecia edycja Idola trafiła na antenę po rocznej przerwie w emisji. Przesłuchania do programu odbyły się w lipcu i sierpniu 2003 w Gdyni, Poznaniu, Katowicach i Warszawie oraz w 29 mniejszych miejscowościach. W castingach wzięło udział ponad 9 tys. kandydatów.
Program był emitowany w czwartek o 21.40 i niedziele o 20.05, w Polsacie od 4 września 2003 do 12 stycznia 2004. Polsat ponownie pokazał także format Idol Extra, w którym ukazywał kulisy realizowania programu.
Trzecią edycję Idola oglądało średnio 2 638 334 telewidzów.
| Miejsce | Imię i nazwisko    |
| ------- | ------------------ |
| 1.      | Monika Brodka      |
| 2.      | Jakub Kęsy         |
| 3.      | Paweł Kowalczyk    |
| 4.      | Michał Karpacki    |
| 5.      | Adam Kozłowski     |
| 6.      | Przemysław Pakulak |
| 7.      | Małgorzata Karpiuk |
| 8.      | Kalina Kasprzak    |
| 9.      | Piotr Brodziński   |
| 10.     | Michał Gęsikowski  |

### Czwarta edycja
Czwarta edycja programu miała być realizowana jesienią 2004, ostatecznie trafiła na antenę wiosną 2005. Przesłuchania do Idola rozpoczęły się w październiku 2004 i zorganizowano je w ponad 100 polskich miejscowościach, m.in. w Katowicach, Poznaniu, Warszawie i Wrocławiu. W castingach wzięło udział ponad 8 tys. kandydatów.
Program był emitowany w każdą środę o godz. 20.15 i w soboty o 21.15, w Polsacie od 16 lutego do 18 czerwca 2005. Ponownie emitowano także program Idol Extra prezentujący kulisy powstawania kolejnych odcinków.
Czwartą edycję Idola oglądało średnio 1,878 mln telewidzów.
| Miejsce | Imię i nazwisko     |
| ------- | ------------------- |
| 1.      | Maciej Silski       |
| 2.      | Sławek Uniatowski   |
| 3.      | Bartosz Szymoniak   |
| 4.      | Dominika Kasprzycka |
| 5.      | Piotr Lato          |
| 6.      | Dominika Pawłowska  |
| 7.      | Nina Cieślińska     |
| 8.      | Magdalena Diaków    |
| 9.      | Sławomir Peca       |
| 10.     | Karolina Szarubka   |

### Piąta edycja
W październiku 2016 Polsat ogłosił reaktywację programu po 12 latach przerwy. Eliminacje do programu odbyły się w listopadzie 2016 w pięciu miastach: Gdyni, Poznaniu, Katowicach, Warszawie i Wrocławiu.
Piąta edycja Idola była emitowana w telewizji Polsat w środy o 20.00, od 15 lutego do 17 maja 2017.
Program oglądało średnio 1,4 mln telewidzów, a wpływy reklamowe wyniosły 40,06 mln zł.
| Miejsce | Imię i nazwisko     |
| ------- | ------------------- |
| 1.      | Mariusz Dyba        |
| 2.      | Karolina Artymowicz |
| 3.      | Jakub Krystyan      |
| 4.      | Angelika Zaworka    |
| 5.      | Adam Kalinowski     |
| 6.      | Patrycja Jewsienia  |
| 7.      | Adrian Szupke       |
| 8.      | Maciej Mazur        |